# باتريك كيف
باتريك كيف (بالإنجليزية: Patrick Cave)‏ هو كاتب بريطاني، ولد في أكتوبر 1965 في باث في المملكة المتحدة.